# کنستانتین ویرژیل گئورگیو

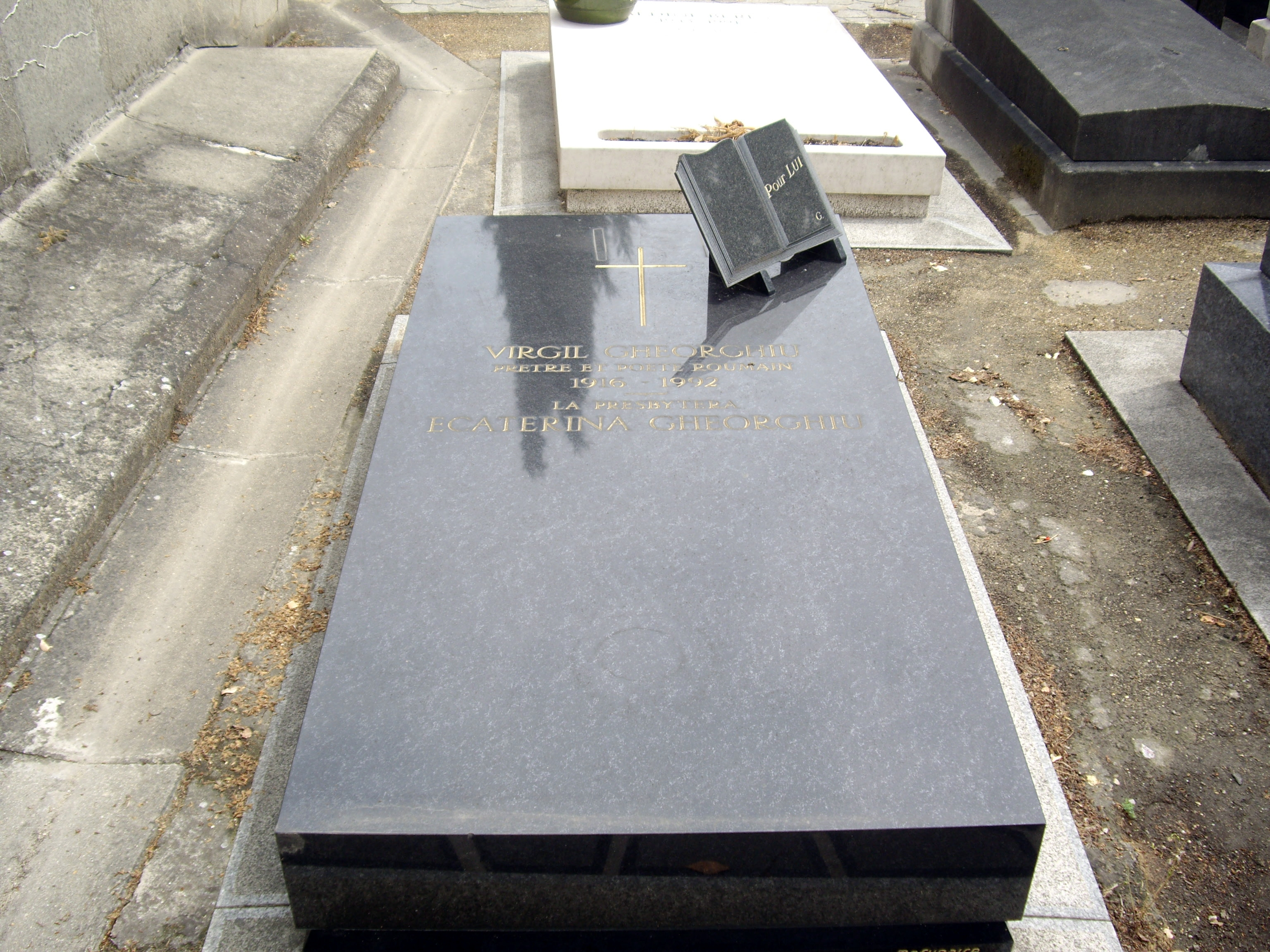

کنستانتین ویرژیل گئورگیو (گاهی در فارسی کنستانتین ویرژیل گئورگی رومانیایی: Constantin Virgil Gheorghiu, 1916 - 1992) رمان‌نویس و نویسنده معروف رومانیایی است.

## زندگی
او در ۱۵ سپتامبر ۱۹۱۶ در روسبانی واقع در شهرستان نامس کشور رومانی به دنیا آمد. اثر مشهور او ساعت بیست و پنج است؛ که برای او معروفیت جهانی به بار آورد.

## رمان‌ها
- ساعت بیست و پنج (۱۹۴۹)
- دومین شانس (۱۹۵۲)
- گدایان معجزه (۱۹۵۸)
- شلاق (۱۹۶۰)
- قتل در آگاپیا (۱۹۶۴)
- خانه پتروداوا (۱۹۶۱) ترجمه حسن اروندی؛ مؤسسه انتشارات امیر کبیر؛ چاپ اوّل ۱۳۵۰

### سایر کتاب‌ها
- محمد پیغمبری که از نو باید شناخت (۱۹۶۳) ترجمه ذبیح‌الله منصوری